# Nychogomphus duaricus
Nychogomphus duaricus – gatunek ważki z rodziny gadziogłówkowatych (Gomphidae).